# Voicebook
『Voicebook』（ヴォイスブック）は、2013年10月から2014年3月までRKB毎日放送（RKBラジオ）で放送されていた夜の情報番組である。

## 番組概要
Facebookを模した番組構成になっており、曜日ごとに異なるパーソナリティが、それぞれのテーマに沿って「いいね!」と思える情報を発信する、というコンセプトだった。

2014年3月をもって放送を終了したが、「マチコナイト」「GIRLS BOOM BOX」の2つは同年10月に放送を再開している。

## 放送時間
- 火曜日 - 水曜日 20:00 - 22:00（JST）
- 木曜日 - 金曜日 20:00 - 21:30 (JST)

## 放送内容

### ASU+
- 放送曜日…火曜日
- パーソナリティ…石田一洋、井上志帆子
- テーマ…その日のニュースやスポーツ情報など[1]

なお、石田はこの番組の終了とともにRKBを離れ関西テレビ放送へ移籍した。

### マチコナイト
- 放送曜日…水曜日
- パーソナリティ…町田隼人、小山正代
- テーマ…街中から集めてきた情報[1]

### 女子anナイト
- 放送曜日…木曜日
- パーソナリティ…壽老麻衣、福田典子、坂本麻子、安藤みのり（原則として壽老・福田のどちらかと、坂本・安藤のどちらかの2人により放送していた）
- テーマ…「オール平成生まれ」の出演者による女子トーク[1]

放送当時、壽老と福田は入社1年目、坂本と安藤の2人は現役大学生であった。

### GIRLS BOOM BOX
- 放送曜日…金曜日
- パーソナリティ…植村友紀、木村まこ
- テーマ…女子力向上に役立ちそうな最近のブーム[1]

## 曜日対抗いいね!バトル
あるテーマに沿った写真をパーソナリティがそれぞれ事前に撮影。スタッフ判定でよかったと思える方の写真をその曜日の「代表」として番組のFacebookアカウントへ放送中にアップロードし、リスナーが押した「いいね!」の数を競うというもの。

それぞれの週で最も多く「いいね!」を押された曜日が優勝。月ごとに、優勝した回数が最も多かった曜日のパーソナリティーが、一番少なかった曜日のパーソナリティーに関して「罰ゲーム」を課していた。

また、曜日代表に採用されなかった方の写真を使って、週末に「敗者復活戦」も行われていた。